# Линдеснес (маяк)
Маяк Линдеснес (норв. Lindesnes fyr) — береговой маяк, расположенный на одноимённом мысе в крайней южной точке континентальной Норвегии. Это также самый старый из сохранившихся маяков Норвегии, изначально построенный 27 февраля 1655 года. Маяк занимает стратегически важное положение в проливе Скагеррак, соединяющем Северное и Балтийское моря. Ближайший город — Линнеснес.
Маяк относится к наиболее посещаемым достопримечательностям фюльке Вест-Агдер (до ста тысяч посетителей в год). В 2004 году при маяке открылся музей, который одновременно используется как культурный центр.

## История
Мыс Линдеснес крайне важен для навигации между скалистым норвежским и песчаным датским берегами пролива Скагеррак, для которого характерны частые туманы и непогода, а также сильные морские течения. Район мыса часто описывается как место многих кораблекрушений, поэтому первый маяк Норвегии было решено построить именно тут. 18 июля 1655 года король Дании Фредерик III издал указ, дающий жителю Кристиансанна Поуэлу Хансённу право построить маяк на мысе Линдеснес. Строительство должно было финансироваться за счёт налогов, взимаемых с кораблей, заходящих в порты Норвегии южнее и восточнее Бергена. Однако из-за шторма корабли с материалами для строительства маяка прибыли к мысу с недельным опозданием, а корабль с углём из Англии не прибыл вовсе. Удалось построить трёхэтажную деревянную башню, в которой за стеклом горели 30 свечей. Этого было недостаточно, и король приказал на следующий год потушить маяк.
Маяк снова начал функционировать лишь через 69 лет, 1 февраля 1725 года. Чтобы избежать путаницы с маяком в Скагене, на северной оконечности полуострова Ютландия, было решено включить одновременно два маяка, топившихся углём, — на мысе Линдеснес и чуть западнее на острове Маркёй. Оба маяка начали функционировать одновременно. В 1822 году была изменена система освещения обоих маяков. В 1844 году маяк на Маркёй был потушен, а в 1854 году на маяке Линдеснес была установлена линза, существенно увеличившая мощность освещения. В 1915 году был построен новый железный маяк, на котором была установлена линза старого маяка. В 1920 году была произведена последняя существенная перестройка маяка — построен новый двигатель и установлена противотуманная система.
В годы Второй мировой войны Норвегия была оккупирована фашистской Германией, и маяк использовался Вермахтом.
В 1992 году маяк был отреставрирован и открыт для посещения. В том же году был создан фонд с целью сохранить маяк. До 2003 года маяк постоянно обслуживал смотритель. С 2003 г была введена в эксплуатацию новая радионавигационная система, и маяк работает в автоматическом режиме.